# تلمبه هاشم حیدری
تلمبه هاشم حیدری یک منطقهٔ مسکونی در ایران است که در دهستان بنارویه واقع شده‌است.